# Осборн Рів'єр
Френсіс Осборн Рів'єр (нар. 1932) — домінікський політик і дипломат, міністр торгівлі, міністр закордонних справ країни (2001-2004). Виконував обов'язки глави уряду: фактично з листопада 2003, коли захворів П'єр Чарлз; офіційно — упродовж трьох днів у січні 2004 року, після смерті чинного прем'єр-міністра.